# المصفى بأكف أهل الرسوخ من علم الناسخ والمنسوخ
المصفى بأكف أهل الرسوخ من علم الناسخ والمنسوخ، لمؤلفه: أبي الفرج، عبد الرحمن ابن الجوزي الحنبلي البغدادي، اختصره من كتاب له في الموضوع اسمه «عمدة الراسخ» وبالغ في اختصاره ليحث الراغب على حفظه، ويكتفي به عن غيره من المؤلفات في هذا المجال.
وقدم المؤلف بقواعد مهمة في أمر النسخ، كإمكان وقوعه، وأنه يختص بالأوامر والنواهي دون الأخبار، وأهمية العلم به لمن يشتغل بتفسير القرآن، ثم ذكر الآيات المتعلقة مرتبة حسب وقوعها في المصحف. والكتاب يهم من يريد استعراض الآيات التي وقع فيها النسخ على سبيل معرفتها وما قيل فيها بإيجاز، أو على جهة الاستذكار لها.

## سبب التأليف
ذكر المؤلف أنه اختصر هذا الكتاب من كتاب له في موضوع النسخ اسمه «عمدة الراسخ» وذكر أنه بالغ في اختصاره ليحث الراغب على حفظه، ويكتفي به عن غيره من المؤلفات في هذا المجال.

## موضوعات الكتاب
قدم المؤلف للكتاب بفصول مهمة تتعلق بأمر النسخ في القرآن، تضمنت: مسألة جواز وقوع النسخ والفرق بينه وبين البداء، وأن النسخ يقع في الأوامر والنواهي دون الأخبار، وشروط النسخ، ثم تعرض لشرف هذا العلم وأهميته، وأنواع النسخ في القرآن. ثم بعد هذه المقدمات شرع في ذكر الناسخ والمنسوخ من الآيات في القرآن.

## منهج المؤلف في الكتاب
- ذكر المؤلف الآيات مرتبة بحسب وقوعها في السور على ترتيب المصحف، ابتداء بسورة البقرة، وانتهاء بسورة الكافرون.
- يذكر في الغالب جزءا من الآية ولا يذكرها كاملة.
- يذكر الأقوال في وقوع النسخ في الآية المذكورة، ويذكر الصواب من ذلك، ويتعقب الأقوال الضعيفة والمخالفة للصواب.
- المؤلف سلك في هذا الكتاب سبيل الاختصار الشديد، فلا يتوسع في الكلام على الآيات، وإنما يذكر خلاصة ما قيل فيها، ويحيل من أراد التوسع على الكتاب الأصل.

## أهمية الكتاب
تأتي أهمية الكتاب أولا من موضوعه، فهو في موضوع مهم جدا من علوم القرآن، وهو علم الناسخ والمنسوخ، والذي يعتبر العلم به من شروط من يفسر القرآن.
وثانيا من ناحية المؤلف، فهو من البارعين في العلم بالقرآن والتفسير، وله في ذلك مؤلفات، ويظهر من مؤلفاته أنه يجيد فهم القرآن، دارس لوقائع النسخ في القرآن ومتمكن فيها، فهو يتعقب الأقوال الضعيفة والواهية، ويبين القول الصواب في المسألة.

## نموذج من الكتاب
قال في ذكر الآيات المنسوخة من سورة البقرة:
- الثالثة: {بَلَى مَنْ كَسَبَ سَيِّئَةً} [سورة البقرة، آية (81)] الجمهور على أن المراد بها الشرك، فلا يتوجه النسخ، وقيل الذنوب دون الشرك فيتوجه بقوله {وَيَغْفِرُ مَا دُونَ ذَلِكَ لِمَنْ يَشَاءُ} [سورة النساء، آية (48)] ويمكن حمله على من أتى السيئة مستحلا فلا نسخ.
- الرابعة: {وَقُولُوا لِلنَّاسِ حُسْناً} [سورة البقرة، آية (83)] قيل الخطاب لليهود، فالتقدير: من ساءلكم عن بيان محمد فاصدقوه، وقيل: أي كلموهم بما تحبون أن يقال لكم، فعلى هذا الآية محكمة، وقيل الْمُرَادَ بِذَلِكَ مُسَاهَلَةُ الْمُشْرِكِينَ فِي دُعَائِهِمْ إِلَى الْإِسْلامِ، فَالْآيَةُ عِنْدَ هَؤُلاءِ مَنْسُوخَةٌ بِآيَةِ السَّيْفِ، وفيه بعد لأن لفظ الناس عام فتخصيصه بالكفار يحتاج إلى دليل.
- الخامسة: {فَاعْفُوا وَاصْفَحُوا حَتَّى يَأْتِيَ اللَّهُ بِأَمْرِهِ} [سورة البقرة، آية (109)] زعم قوم أَنَّهَا مَنْسُوخَةٌ بِآيَةِ السَّيْفِ، وَلَيْسَ بِصَحِيحٍ؛ لِأَنَّهُ لم يأمر بالعفو مطلقا، بل إلى غاية، ومثل هذا لا يدخل في المنسوخ.
- السادسة: {فَأَيْنَمَا تُوَلُّوا فَثَمَّ وَجْهُ اللَّهِ} [سورة البقرة، آية (115)] ذهب بعضهم إلى أن هذه الآية اقتضت جواز التوجه إلى جميع الجهات، فاستقبل رسول الله بيت المقدس ليتألف أهل الكتاب، ثم نسخت بقوله: {فَوَلِّ وَجْهَكَ شَطْرَ الْمَسْجِدِ الْحَرَامِ} [سورة البقرة، آية (144)] فإنما يصح القول بنسخها إذا قدر فيها إضمار تقديره: فولوا وجوهكم في الصلاة أنى شئتم، ثم ينسخ ذلك القدر. والصحيح أنها محكمة؛ لأنها أخبرت أن الإنسان أين تولى فثم وجه الله، ثم ابتدأ الأمر بالتوجه إلى الكعبة لا على وجه النسخ.[3]

## طبعات الكتاب
طبع الكتاب بتحقيق حاتم الضامن، ونشرته مؤسسة الرسالة عام 1405هـ - 1984م.